# Campamento de Prisioneros de Pisagua
El Campamento de Prisioneros de Pisagua hace referencia al uso de diversos espacios e instalaciones de la localidad de Pisagua, en el norte de Chile, Región de Tarapacá, como campo de concentración de prisioneros políticos en dos períodos de la historia.
El primer campo de prisioneros se construyó a fines de los años 1940, durante la presidencia de Gabriel González Videla, como campo de detención para comunistas mientras estuvo en vigencia la llamada "Ley Maldita", y también para los extranjeros desde las Potencias del Eje durante la Segunda Guerra Mundial. A este campo fue destinado el entonces teniente Augusto Pinochet, quien varios años más tarde lideraría el golpe de Estado de 1973 y la dictadura militar. En los primeros días posterior a dicho golpe se estableció el segundo campo de prisioneros para detener a los partidarios de la Unidad Popular y del gobierno del derrocado presidente Salvador Allende. Este campamento se mantuvo en vigencia hasta octubre de 1974.
El Campamento de Prisioneros de Pisagua fue uno de los sitios más emblemáticos en que ocurrieron violaciones de los derechos humanos durante la dictadura militar. Tras el retorno de la democracia en 1990, se encontraron fosas comunes con restos de ejecutados políticos que permitieron la apertura de acciones judiciales en lo que se denominó Caso Pisagua.

## Antecedentes
En 1942 fueron trasladados a la Cárcel Pública de Pisagua prisioneros homosexuales de distintas cárceles chilenas, a fin de recluirlos en un solo lugar y alejados del resto de la población.

## Durante la presidencia de González Videla
El poblado fue usado como campo de concentración durante el gobierno de Gabriel González Videla, quien por medio de la Ley de Defensa Permanente de la Democracia decretó la ilegalidad del Partido Comunista de Chile. Augusto Pinochet fue destinado a la administración de dicho centro, hubo cerca de dos mil prisioneros en la etapa más dura. Tanto el aislamiento político, las críticas de la oposición y la cercanía de las elecciones parlamentarias, como la escasa efectividad de la medida, llevó a que el campamento fuera cerrado en febrero de 1949. Bajo el gobierno de Carlos Ibáñez del Campo el recinto fue reabierto, por un tiempo, para recluir a los detenidos por razones políticas.[cita requerida]

## Durante la dictadura militar

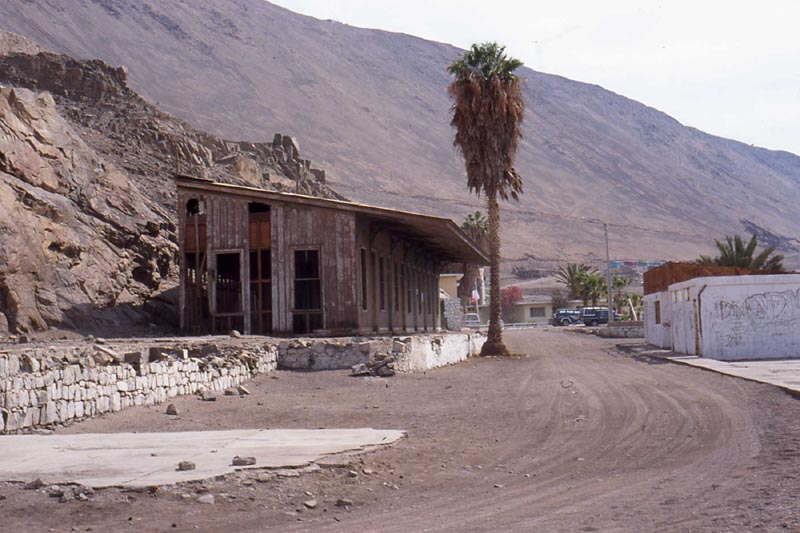
Vista de la antigua estación de ferrocarriles y ruinas del campo de concentración instalado en 1973 durante la dictadura militar.

La localidad de Pisagua, ubicada en la antigua Provincia de Tarapacá (actual Región de Tarapacá), hacia 1973 estaba compuesta por un pequeño poblado, una base militar y una cárcel. Luego del golpe de Estado del 11 de septiembre, en la localidad fue organizado un campo de concentración para prisioneros políticos, por el cual pasaron cerca de 2.500 personas. El campo estaba bajo el control de la 6° División del Ejército de Chile y al mando del Teniente Coronel Ramón Larraín Larraín, sirviendo en él oficiales como Juan Valencia o Plácido Muñoz Faúndez.
La mayor parte de los prisioneros fueron encerrados en las dependencias de la cárcel de Pisagua. Sus 26 celdas (10 de ellas de 2x4 metros), llegaron a albergar a 500 prisioneros hombres. Las mujeres, por su parte, permanecían encerradas en un inmueble vecino al teatro del poblado.
Mientras estuvo en funcionamiento, no se permitió ninguna clase de visitas de los familiares de los prisioneros, como tampoco de la Cruz Roja u otras organizaciones humanitarias y religiosas. En la década de 1980, Pisagua fue nuevamente utilizado, pero esta vez para albergar prisioneros políticos en calidad de relegados.

### Hallazgo de fosas comunes

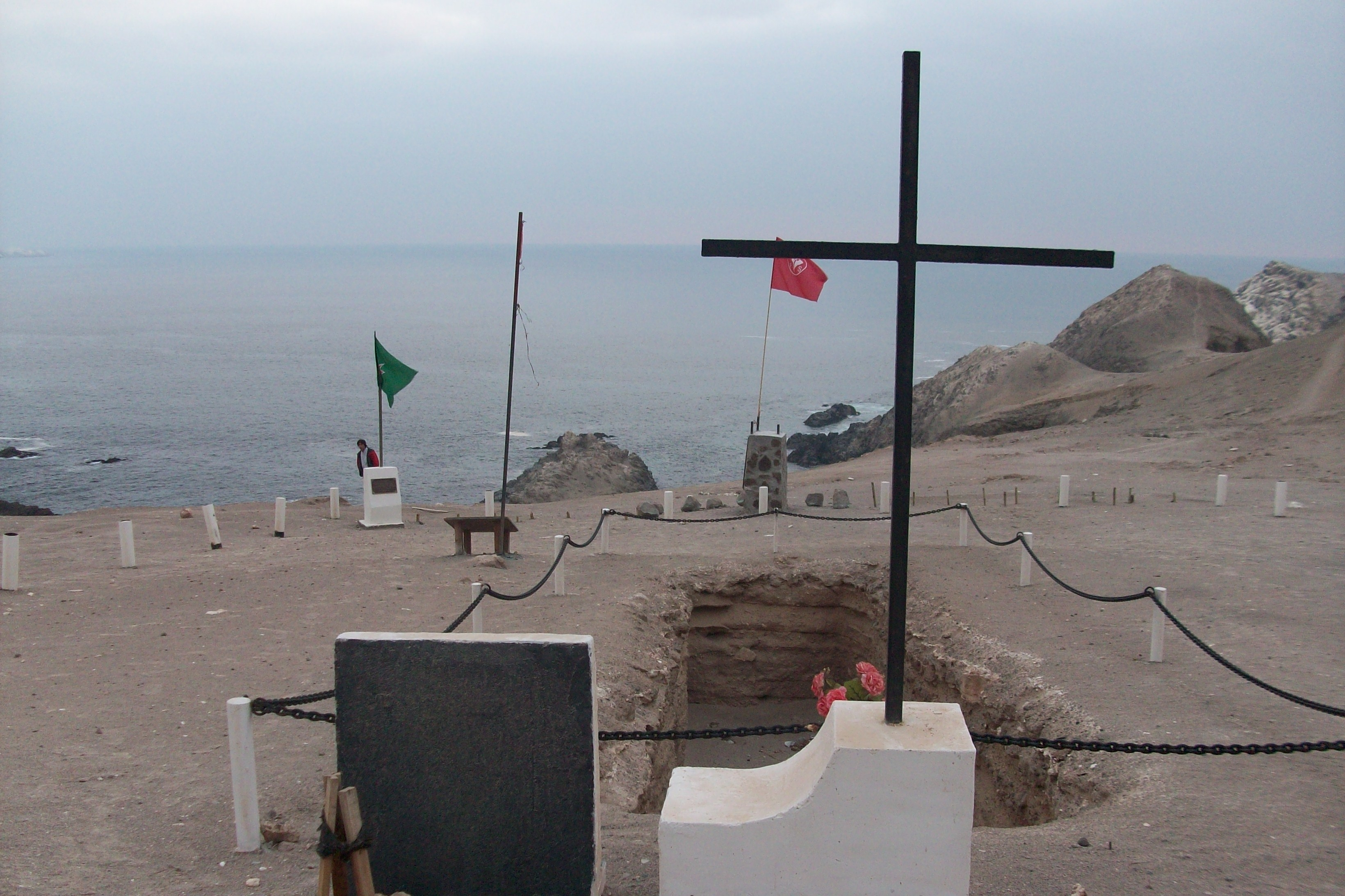
Fosa de Pisagua.

Pocos meses luego del retorno a la democracia, en 1990, se descubrió una fosa común en las cercanías del cementerio, que contenía los restos de al menos 19 prisioneros del Campo de Concentración de Pisagua que habían sido ejecutados sumariamente por miembros del Ejército de Chile.
Los cadáveres estaban enterrados ordenadamente, de acuerdo a la fecha de ejecución de los prisioneros, cada uno de los cuales había sido metido dentro de un saco.  Los restos registraban varios impactos de bala, signos de haber sido vendados y las manos atadas.
La siguiente es una lista correspondiente al 6 de junio de 1990, ordenada por orden de hallazgo:
1. Manuel Eduardo Sanhueza Mellado
2. Nicolás Chanez Chanez
3. Tomás Orlando Cabello Cabello
4. Luis Manríquez Wilde
5. Juan Orlando Rojas Osega
6. Hugo Tomás Martínez Guillén
7. Alberto Amador Yáñez Carvajal
8. Luis Alberto Toro Castillo
9. Nelson José Márquez Agusto
10. Germán Elidio Palominos Lamas
11. Juan Apolinario Mamani García
12. José Rufino Cordova Croxatto
13. Juan Valencia Hinojosa
14. Julio César Cabezas Gacitúa
15. Mario Morris Barrios
16. Humberto Lizardo Flores
17. Luis Alberto Lizardi Lizardi
18. Marcelo Omar Guzmán Fuentes
19. Juan Efraín Calderón Villalon
20. Nombre no confirmado por fuente

### Prisioneros
Aun cuando no existe una nómina de la cantidad de prisioneros, se estima que cerca de 2.500 personas pasaron por la instalación, entre 1973 y 1974, llegando a albergar a 500 al mismo tiempo, lo que excedía considerablemente su capacidad. En general, los prisioneros de Pisagua provenían de las distintas ciudades del norte grande, muchos de los cuales estaban presos en el Regimiento de Telecomunicaciones de Iquique, mientras que otros tantos eran ex-prisioneros del Buque Escuela Esmeralda y habían sido llevados en el carguero Maipo, propiedad de la Compañía Sudamericana de Vapores.
De acuerdo a los testimonios recogidos por la Comisión de Verdad y Reconciliación (Informe Rettig) y la Comisión Nacional sobre Prisión Política y Tortura (Informe Valech), durante su permanencia en el campo los prisioneros fueron sometidos a toda clase de torturas, vejaciones y apremios ilegítimos. Entre las que se cuentan:
- Golpizas reiteradas, con puños, pies y elementos contundentes, en especial durante los interrogatorios.
- Lesiones corporales y cortes, con distintas herramientas como alicates, corvos, yataganes, etc.
- Fractura de miembros y mutilaciones.
- Ataques con perros.
- Quemaduras de cigarrillos.
- Simulacros de fusilamiento.
- Aplicación de electricidad, en especial en zonas genitales, en la "parrilla", catre metálico donde eran amarrados desnudos los prisioneros para ser electrocutados.
- Ser enterrados en fosas hasta la cabeza a pleno sol, orinándoles encima.
- Desnudamientos a la intemperie durante el día hasta provocar serias quemaduras por el sol.
- Agresiones sexuales.
- Humillaciones y vejámenes, como forma de quebrar psicológicamente a los prisioneros, por ejemplo, obligándolos a pelear por comida

Nómina de algunos prisioneros[cita requerida]
- Julio Cabezas, abogado del Consejo de Defensa del Estado, ejecutado.
- Juan Calderón Villalón, Oficial de la Armada, ejecutado.
- Nolberto Jesús Cañas, interventor pesquero, ejecutado.
- José R. Córdova Croxato, Administrador del Puerto de Iquique, ejecutado.
- Marcelo O. Guzmán Fuentes, Educador Sanitario, ejecutado.
- Juan Jiménez Vidal, Oficial de la Armada, ejecutado.
- Vladislav Kuzmicic, médico cirujano del Hospital de Iquique (futuro diputado).
- Humberto Lizardi Flores, Profesor de Estado, 26 años, ejecutado el 11 de octubre de 1973.
- Mario Morris Barrios, Oficial de Aduanas, ejecutado.
- Michel Selim Nash Sáez, ex-conscripto del Ejército, ejecutado.
- Alberto Neumann, médico.
- Jorge Soria Quiroga, exalcalde de Iquique y senador.
- Pedro Aravena Trujillo, profesor de Estado, liberado en 1974 y relegado a Casablanca (Región de Valparaíso).
- Guillermo Morales Armas, propietario del Reloj del Cerro (Iquique)
- Germán Palominos Lamas, carpintero, ejecutado.
- Juan A. Ruz Díaz, Funcionario de Aduanas y Regidor de Iquique, ejecutado.
- José Sampson Ocaranza, Empleado Municipal, ejecutado.
- Manuel Sanhueza Mellado, Obrero Industrial, ejecutado (primer hallazgo en la fosa).
- Freddy Taberna Gallegos, Geógrafo, ejecutado (cuerpo no encontrado).
- Edmundo Miguel Low Gómez, Obrero de FFCC preso nueve meses, liberado en 1974.
- Carlos Aranda, Obrero de FFCC, liberado en 1974
- Luis Rojas Pino, Militante del Partido Socialista, preso diez meses, liberado en 1974.

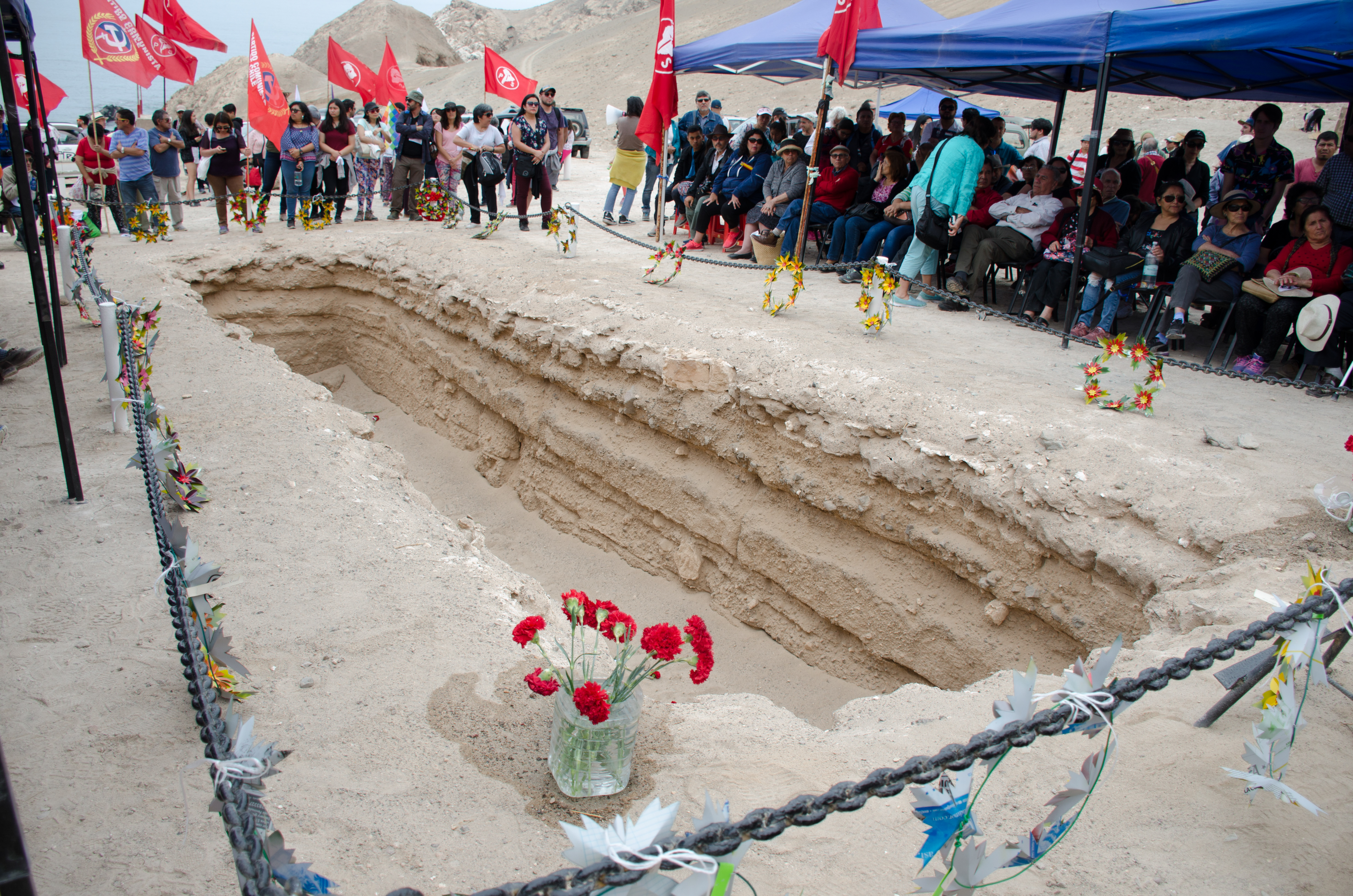
Homenaje a las víctimas de la dictadura de Pinochet encontrados en la fosa común del cementerio de Pisagua.

- Jorge Navarrete, humorista[9]

## Puesta en valor y políticas de memoria
En 2008, por el decreto exento 0466, la fosa común encontrada en el límite noreste del cementerio histórico de Pisagua y que contenía los restos de las víctimas de la dictadura de Pinochet, fue declarada como Monumento Nacional en la categoría Monumento Histórico. El Decreto Exento reconoce las violaciones de los derechos humanos ocurridos en la localidad a partir de 1973 y el rol que cumple la fosa como espacio de memoria que merece el respeto y la protección de parte del Estado.
Desde entonces, la fosa de Pisagua se convirtió en un sitio memorial donde se conmemoran a las víctimas de la violencia estatal ocurrida en la región entre 1973 y 1990 y un hito en la ruta memorial de la región de Tarapacá.
El 24 de agosto de 2023 fue promulgado el decreto del Ministerio de las Culturas, las Artes y el Patrimonio que declaró al campo de prisioneros de Pisagua como Monumento Nacional en la categoría de «Monumento Histórico».